# 伊藤高志 (プロ雀士)
伊藤 高志（いとう たかし、1991年5月31日 - ）は、日本の競技麻雀団体・最高位戦日本プロ麻雀協会に所属するプロ雀士である。所属リーグはB1。

## 経歴
料理修行中だった父の都合でイタリア・ボローニャで生まれる。2歳半で帰国し名古屋で中高一貫校に進み、高校時代に麻雀を知る。大学浪人時にひたすら麻雀をし、アルバイトで雀荘勤務を繰り返しているうち、最高位戦日本プロ麻雀協会が東海支部を設立するという話を聞いて2016年に入会（第41期後期）。第49期から本部B1リーグに参戦している。
2023年に行われた最高位戦Classicで初優勝する。

## 獲得タイトル
- 最高位戦classic (17期)